# Eureka de Media Luna
Eureka de Media Luna es una localidad del estado mexicano de Durango. Es parte del municipio de Gómez Palacio.

## Demografía
| Gráfica de evolución demográfica |
|                                  |

| Censo | Población |
| ----- | --------- |
| 1921  | 357       |
| 1930  | 490       |
| 1940  | 222       |
| 1950  | 579       |
| 1960  | 493       |
| 1970  | 712       |
| 1980  | 1 024     |
| 1990  | 1 052     |
| 2000  | 1 102     |
| 2010  | 1 201     |
| 2020  | 1 108     |